# Euxoa mendelis
Euxoa mendelis is een vlinder uit de familie uilen (Noctuidae). De wetenschappelijke naam is voor het eerst geldig gepubliceerd in 1915 door Fernandez.
De soort komt voor in Europa.